# Ilka Steinhausen
Ilka Steinhausen (* 1968 in Preetz) ist eine deutsche Journalistin und Medienmanagerin. Seit 2025 ist sie Programmdirektorin des Norddeutschen Rundfunks.

## Leben
Steinhausen wuchs auf Sylt und in Wilhelmshaven auf. Sie absolvierte ein Biologiestudium an der Universität zu Köln und ein Sportstudium mit dem Schwerpunkt Publizistik an der Deutschen Sporthochschule Köln. Während des Studiums war sie ab 1992 für den Westdeutschen Rundfunk und den Deutschlandfunk tätig. Ab 1995 absolvierte sie ein Volontariat beim Norddeutschen Rundfunk. Nach dem Abschluss war sie zunächst als Redakteurin bei NDR 2 tätig, später auch als Reporterin für das Politikmagazin Panorama sowie das Regionalmagazin buten un binnen und war Teil des Reporterpools von NDR Info für Medienthemen.
2008 wechselte sie ins ARD-Hauptstadtstudio, wo sie in den folgenden fünf Jahren für den NDR als Hörfunkkorrespondentin tätig war. Von 2013 bis 2015 – als der Norddeutsche Rundfunk den Vorsitz der ARD innehatte – fungierte sie zusammen mit Anna Engelke als Sprecherin der Arbeitsgemeinschaft der öffentlich-rechtlichen Rundfunkanstalten der Bundesrepublik Deutschland (ARD). 2016 übernahm Steinhausen den Posten der stellvertretenden Programmchefin von NDR 2, 2020 wurde sie crossmediale Programmchefin des Bereichs Hörfunk, Fernsehen und Multimedia und Programmchefin von NDR 90,3. In dieser Funktion ist sie auch stellvertretende Direktorin des Landesfunkhauses Hamburg und übernahm 2022/23 die kommissarische Leitung nach dem Rücktritt von Sabine Rossbach.
Im September 2024 stimmte der NDR-Verwaltungsrat der Berufung von Steinhausen zur Programmdirektorin des Geschäftsbereich I des Norddeutschen Rundfunks zu. Sie folgte zum 1. Januar 2025 auf Katja Marx.